# 荒井まどか
荒井 まどか（あらい まどか、1974年5月20日 - ）は、日本の元AV女優、元ストリッパー。
東京都出身。身長160cm。スリーサイズ:B86（Dカップ） W58  H86。血液型:A型。趣味:音楽鑑賞。
AV引退後はストリップ劇場に出演していた。（1996年10月16日～31日には川崎ロック座に出演。）
六本木のAV女優専門キャバクラ「club@ばーじん」→(2017年現在は）六本木「RedDragon」に勤務。

## 人物
生年月日が異なるプロフィールがある。XCITYとFANZAのプロフィールでは、生年月日:1975年5月20日としている。
- 初体験は高校1年生の時に、そのとき付き合っていた彼氏と彼氏の家で[4]。

## 作品

### アダルトビデオ
1995年
- 妖精姫（11月24日、アリスJAPAN）＊デビュー作
- 純愛ラプソディ（12月29日、アリスJAPAN）

1996年
- 絶頂夢（1月26日、アリスJAPAN）
- あなただけを（2月16日、アリスJAPAN）
- クレイジー・ラヴァーズ（3月15日、アリスJAPAN）
- エロチカ倶楽部 第2号 荒井まどか・柚木真奈・藤岡美春・鈴木まりか（4月5日、アリスJAPAN）
- STRAY CATS（4月12日、アリスJAPAN）
- 雫のセレナーデ（6月10日、サクセス・ビデオ・コミュニティー）＊「妖精姫」他を再編集したもの
- 獣たち 星野杏里・田崎由希・荒井まどか・小室りりか（7月31日、h.m.p NE-007）全4名
- アダルトビデオ100連発!! ジャパンホームビデオ編 城麻美・荒井まどか・細川百合子・寺田弥生 他（アリスJAPAN）

1997年
- 穢れた視線 淫らな罠にはめられて（3月18日、HRC共演：嶋田琴美 ）
- 獣たち 連続!OL監禁レイプ 濃縮版 星野杏里 荒井まどか 田崎由希 小室りりか（芳友舎 FRV00-51）全4名

1998年
- 女教師・女子校生 痴漢電車 荒井まどか・有村宏子（5月6日、笠倉出版社）
- 真・潮吹き 3M75cm（6月27日、笠倉出版社）

1999年
- 女教師スーパーコレクション 1 矢吹まりな・小室友里・後藤えり子・美里真理・荒井まどか 他（11月6日、笠倉出版社）

2000年
- 女教師Selection 小林ひとみ・メイファ・遠野みずほ・岡崎美女・荒井まどか 他（6月16日、メディアバンク）
- OLの告白 強制野外恥戯（7月7日、アドバピクチャーズ）＊映画「不倫OL 野外恥戯」のビデオ版
- おかみさんのスケベ汁 しのざきひとみ・荒井まどか（11月28日、シャイ企画）

2001年
- 女教師痴漢電車ベスト20 2 有賀美穂・観月麗華・吉野美穂・琴野まゆ・荒井まどか 他（6月27日、笠倉出版社）
- 荒井まどかスペシャル（8月24日、アリスJAPAN）

2003年
- 女教師痴漢電車 DELUXE（4月11日、Five Star）全40名
- オナニー白書 Deluxe PART2 美里真理・林由美香・後藤えり子・荒井まどか 他（5月23日、メディアバンク）全40名
- ノーカット4時間!!（9月5日、アリスJAPAN）＊「絶頂夢」「あなただけを」「クレイジー・ラヴァーズ」「ストレイキャッツ」を収録

2004年
- 下着マニア 変態倶楽部 2 荒井まどか・飯塚マナ・妹川尚子 他（6月8日、パラダイステレビ）
- 下着マニア 変態倶楽部 3 荒井まどか・上村志保・星野瑠海 他（7月27日、パラダイステレビ）
- 潮吹きオナニー Deluxe 2 小野美晴・田崎由希・七瀬光・荒井まどか 他（9月10日、ディースリー）全16名

2005年以降
- しろーとナマ撮り日記 4 結城杏奈・澤宮有希・荒井まどか 他（2005年9月21日、MARX）
- 悪夢！獣たちのSEX学園 星野杏里・田崎由希・荒井まどか・小室友里 他（2007年12月10日、h.m.p）＊「絶叫!悪夢のSEX学園」と「獣たち」を収録
- AV20年史 Deluxe 1 森村ハニー・美穂由紀・卑弥呼・小沢奈美・荒井まどか 他（2008年1月8日、メディアバンク）
- Tバックシリーズ全集 亜崎晶・荒井まどか・くらもとまい 他（2014年6月6日、グラッソ）
- スポーツ官能 極上傑作集 荒井まどか・小森未来・くらもとまい 他（2015年1月9日、グラッソ）

発売年不明
- アフタースクール（ハリウッドフィルム LL-004）VHS
- くちぬき 連発くちぬき顔射!!（SANTAFE SU-21）VHS
- 魅惑のお姉さん（スタジオナイン ST-04）VHS

## 出版

### 写真集
- 女性アイドル写真集 ランジェリー L-ファイル 相原リサ・山崎さおり・斎藤友里絵・荒井まどか（1996年10月30日、一水社）
- 女性アイドル写真集　ミニスカ JAPAN 荒井まどか・川浜なつみ・西村美保 他（1996年12月14日、一水社）ISBN 9784870768161
- 凌辱写真 2 ナイスバディを犯せ! 麻生早苗・荒井まどか・香月あんな・川浜なつみ 他（1997年1月20日、東京三世社）ISBN 9784885707131
- 美少女写真集 Touch（1997年2月28日、東京三世社）撮影:小町剛廣 ISBN 4885707684
- 美少女写真集 ivory みわ＆荒井まどか（1998年4月15日、東京三世社）撮影:古川春彦 ISBN 4812602556

### 雑誌
- 美少女通信 1992年7月号（サン出版）
- Bejeans 1995年8月1日号（英知出版）
- 写真集系雑誌 アクトレス DELUXE Vol.3 桂木亜沙美・寺田弥生・谷川みゆき・荒井まどか 他（1995年8月14日、リイド社）
- URECCO 1996年9月号（ミリオン出版）
- パンストFreak VOL.12（1996年12月1日、大洋書房）
- アダルト雑誌 LEG STOCK 脚美人 1997年 Spring 川上みく・桜木亜美・川浜なつみ・荒井まどか（1997年5月10日、三和出版）
- 写真集系雑誌 PHOTO SHOT SPECIAL(3) '97美少女年鑑 SPECIAL 50+1 小沢まどか・小森愛・金沢文子・荒井まどか 他（1997年8月10日、英知出版）
- OKay! 1999年1月号（東京三世社）

## 出演

### テレビ
- 天使の誘惑　#2（MONDO21）
- 誘惑のマーメイド　#44〜#48（MONDO21）
- 打姫オバカミーコ（2006年4月 - 、MONDO21）- 山尻実果 役 全18話
- PS羅生門 警視庁東都署 第4話（2006年7月26日、テレビ朝日）
- トゥナイト2（テレビ朝日）

### 映画
- 不倫OL 野外恥戯（ビデオ版タイトル：OLの告白 強制野外恥戯）（1999年5月28日公開、新東宝）監督:勝山茂雄[5]
- とろける新妻 絶倫義父の下半身（1999年9月24日公開、新東宝）監督:深町章[6]
- 質屋の若女将 名器貸し（2000年6月2日公開、新東宝）監督:深町章[7]
- 昼下がり、濡れるOL（2000年11月21日公開、大蔵映画）監督:渡邊元嗣[8]
- 修羅のみち2 関西頂上決戦（2002年2月27日公開、東映ビデオ）監督:小澤啓一 役:リサ[9]
- 自殺サークル（2002年3月9日公開、アースライズ）監督:園子温 役:ジェネシスの生贄[10]
- KUMISO 組葬（2002年11月2日公開、アースライズ）監督:香月秀之[11]
- 獣のように後ろから セレブ奥様と植木屋（2004年11月26日公開、Xces Film）監督:松岡邦彦[12]
- 再会 禁じられた大人の恋(ラブストーリーズ2)（2016年1月23日公開、レジェンドピクチャーズ）監督:成田裕介 主演:熊切あさ美[13]

### オリジナルビデオ作品
- 制服の虜 スチュワーデスの喘ぎ (1997年6月27日、カレス・コミュニケーションズ) 監督:後藤秀司 ＊3話のオムニバス[14]
- 新任女教師 狂った果実 (1999年4月22日、TMC) 監督:城沢錠 主演:森野いずみ[15]
- リゾラバ恥態（秘）レポート (1999年8月23日、TMC) 監督:勝山茂雄[16]
- 制服天国 inside of uniform (2000年10月5日、リップス) 監督：天野しゅうけい、D-mon[17]
- 質屋のおかみさん～シチグサはあなた～ (2000年、新東宝) 監督:深町章
- 誘うOL (2001年4月20日、サブマリンフィルムズ) 監督:渡辺元嗣[18]
- ヘヴンズ コレクション from LIPS girls (2001年9月7日、リップス) 監督：天野しゅうけい、D-mon[19]
- 好色ファミリードラマ 渡る世間は雌ばかり (2001年10月22日、スターボード) 監督:遠軽太朗 ＊7話のオムニバス[20]
- 人妻試乗会 人妻・秘蜜の情事 (2001年11月3日、レジェンドピクチャーズ) 監督:伊藤正治[21]
- ラブホテル 初めての体験 (2001年11月3日、レジェンドピクチャーズ) 監督：成田裕介、今岡信治 ＊2話のオムニバス[22]
- ザ･試着室 (2002年2月1日、リップス) 監督:戸崎省 他[23]
- 人妻懺悔劇場 あ～ん、神様……許してください (2002年3月1日、アップセット) 監督:蒲原生人[24]
- ザ･オークション セリにかけられた女たち (2002年4月21日、インターフィルム) 監督:旭正嗣[25]
- Tバックレスリング ～私をベッドでフォールして～ (2002年5月2日、コム・アライアンス) 監督：山村淳史[26]
- 帰ってきた痴漢セクハラ男 サワリーマン金太郎 VS 痴女軍団 (2002年8月22日、TMC) 監督:中野貴雄[27]
- 新OLの性・人妻の性2 (2002年9月25日、ミュージアム) 監督:市川徹[28]
- 女体ドラフト会議 第弐幕 (2002年11月22日、アンカー･ビジュアルネットワーク) 監督：虎尾聡、金田敬[29]
- 噂のイイ娘(秘)図鑑 (2003年1月11日、リップス) 監督:鴨川哲郎 他[30]
- 揺れる美尻 濡れる桃尻 Tバック大全集2 (2003年4月25日、TMC) 監修:新井わかば ＊3作品を編集[31]
- 制服の虜たち 峰村いずみ・美和かずみ・荒井まどか・橘由佳・K (2003年7月4日、リップス) 監督:後藤秀司 ＊5話のオムニバス[32]
- 堕ちてゆく人妻 背徳の果てに… (2003年9月5日、レジェンドピクチャーズ) 監督:高原秀和[33]
- 銭湯むんむんパラダイス (2003年11月6日、リップス) 監督:阿知波孝[34]
- 許されない人妻の情事スペシャル (2003年11月7日、レジェンドピクチャーズ) 監督:伊藤正治 他 ＊3作品を編集[35]
- OTORI 復讐の求婚（プロポーズ）(2003年12月3日、シネマファスト) 監督:田村孝之[36]
- 濡れる下着の女 (2003年12月19日、オンリー・ハーツ) 監督:金田敬[37]
- 脱がされた水着 (2004年1月23日、オンリー・ハーツ) 監督:金田敬[38]
- 癒されたい女 裏切りの代償 (2004年2月6日、レジェンドピクチャーズ) 監督:久保寺和人[39]
- サワリーマン金太郎 ありがとう! 金ちゃん総集編 (2004年6月22日、TMC) 製作:海津昭彦 他 ＊3話収録[40]
- 女陰陽師 陰魔侵蝕 (2004年9月1日、ENGEL) 監督:東海林毅[41]
- 官能!! 極楽インパクト (2004年11月5日、リップス) 監督:吉田鉄矢[42]
- 着エロの女 KARINA (2004年11月25日、GPミュージアム) 監督:川野浩司 主演:みひろ[43]
- ザ・痴漢ネット 7 (2005年1月25日、GPミュージアム) 監督:川野浩司[44]
- 汗まみれの女たち 総集編 アスリート饗艶 (2005年4月6日、オンリー・ハーツ) 製作:奥田真平 ＊4作品の総集編[45]
- キューティーダイナマイト 小室友里・水谷ケイ・前川まなみ・荒井まどか 他 (2005年8月3日、ネクスタシー) 制作:高澤吉紀 ＊4作品を編集[46]
- 若妻家庭教師 引き裂かれた柔肌 (2005年11月25日、レジェンドピクチャーズ) 監督:片岡修二[47]
- 小森未来の 兄嫁覗き 鍵穴からみつめる眼 (2005年12月7日、BMGジャパン) 監督:田村孝之[48]
- めざめ (2005年12月23日、レジェンドピクチャーズ) 監督:片岡修二[49]
- 人妻二重生活 （2006年5月2日、レジェンドピクチャーズ）監督:金田敬[50]
- ところてんの女（2006年10月27日、フルモーション・ビンテージ）監督:渡辺世紀[51]
- 逆鱗組 背なで哭いてる唐獅子ボタン（2006年12月22日、配給:さざ波）監督:市川徹[52]
- 人妻劇場～抑え切れない女たち～ (2008年2月20日、TMC) 監督:田村孝之、新里猛作 ＊2話のオムニバス[53]
- 色恋 濡れる女 (2008年5月23日、TMC) 監督:片岡修二[54]
- 薫る肌 人妻が男を誘う時 (2009年12月4日、レジェンドピクチャーズ) 監督:石川欣[55]
- 虜 愛されたいの (2010年6月4日、レジェンドピクチャーズ) 監督:石川欣[56]
- 高級人妻性感エステ オイルマッサージの恍惚 (2010年10月1日、レジェンドピクチャーズ) 監督:片岡修二[57]
- 浮気な人妻たちスペシャル（2011年9月9日、レジェンドピクチャーズ）監督:高原秀和、松岡邦彦、榎本敏郎 ＊3話のオムニバス[58]
- 実録 人妻出会い体験 (2011年10月7日、レジェンドピクチャーズ) 監督:久保寺和人[59]
- 人妻Mの秘密 恋のゆくえ（2012年4月6日、レジェンドピクチャーズ）監督:小渕アキ[60]
- 奥様はグラドル プールサイドの恋 (2012年9月5日、コンマビジョン) 監督:松岡邦彦
- 隣の奥様 昼下がりの誘惑（2013年4月5日、レジェンドピクチャーズ）監督:久保寺和人[61]
- 美人で清楚な団地妻 友達の奥さんとの危険な関係（2013年5月15日、パワークリエイト）
- 人妻Mの告白 終わりなき欲望 (2013年10月4日、レジェンドピクチャーズ) 監督:小渕アキラ[62]